# NGC 680
NGC 680 je galaksija u zviježđu Ovan.

## Vanjske poveznice
- SEDS: NGC 0680